# Live in Stockholm (Morbid)
Live in Stockholm è un album dal vivo del gruppo musicale Morbid, pubblicato nel 2000 dalla Reaper Records.

## Tracce
1. Intro - Crucifix Masturbation - 03:13
2. My Dark Subconscious - 04:40
3. Deathexecution - 04:39
4. Wings of Funeral - 03:47
5. Citythrasher - 01:18
6. Necrodead - 03:01
7. Tragic Dream - 01:15
8. Disgusting Semla - 03:17
9. From the Dark - 06:00

## Formazione
- Dead - voce, testi
- Uffe Cederlund - chitarra
- Zoran Jovanović - chitarra
- Gehenna - chitarra
- Dr. Schitz - basso
- Lars-Göran Petrov - batteria